# Macizo del Deseado
El Macizo del Deseado es un distrito geológico ubicado en el sector centro norte de la provincia de Santa Cruz, Argentina, limitado al norte por el Río Deseado, al oeste y sur por una línea que es paralela al río Chico hasta el paraje Las Horquetas y luego por la Ruta Nacional N° 40 hasta Perito Moreno, y al oriente por el Alto del Deseado, en la plataforma continental argentina. Ha sido considerado, desde el trabajo de 1962 del geólogo del Segemar Horacio Harrington, como un nesocratón.

## Teoría
Un cratón o cratógeno (del griego kraton, cuenco muy plano) es una masa continental llegada a tal estado de rigidez en un lejano pasado geológico que, desde entonces, no ha sufrido fragmentaciones o deformaciones, al no haber sido afectada por los movimientos orogénicos.
La teoría (prácticamente ya comprobada de un modo absoluto) de la tectónica de placas considera a cada cratón como una especie de balsa particularmente inerte en el manto del planeta. En torno a los cratones se condensarían los continentes, durante la deriva continental.
Hace poco más de 200 millones de años, la separación del supercontinente de Gondwana en los actuales continentes de África y América ocasionó el desarrollo de muchas erupciones fragmentarias en la región, generándose depósitos y yacimientos minerales de menos de un kilómetro de profundidad, que rellenaron venas del terreno, lugar de localización de los yacimientos de oro y plata de la provincia de Santa Cruz.
Las sucesivas capas de sedimentos depositados, dieron lugar a lo que se conoce como formaciones, entre las que se destacan Chon Aike, que corre desde la zona de la Cueva de las Manos hacia el este.
Regionalmente, Chon Aike conformó una extensa meseta de rocas volcánicas fragmentarias que cubrió el relieve previo, ahogándolo totalmente. Su génesis corresponde al emplazamiento de enormes volúmenes de materiales ácidos.
La formación La Matilde, que se presenta entrelazada lateral y verticalmente con la anterior, está formada por tobas y depósitos volcánicos sedimentarios con delgados mantos intercalados, y es conocida por ser portadora de los grandes restos silicificados de araucariáceas que constituyen el Monumento Natural Bosque Petrificado.

## Tipo de recursos
En el Macizo del Deseado se localiza la mayor cantidad de minas activas de la Patagonia: Cerro Vanguardia, Cerro Negro, Don Nicolás, Lomada de Leiva, San José, Cerro Moro, Bajo Pobre y Manantial Espejo. La mayoría de estas mineralizaciones se alojan en la formación Chon Aike, pero también lo hacen en las formaciones Bajo Pobre, Roca Blanca, El Tranquilo y La Modesta. El tipo de mineralizaciones portadoras de oro y plata halladas hasta el presente pueden incluirse dentro de los denominados depósitos epitermales que son condiciones de baja temperatura y profundidad, en general relacionada con vulcanismo.
En todos los depósitos que se encuentran actualmente en explotación, la mineralización es de tipo vetiforme. Las vetas son los principales objetivos de exploración en la mayoría de los prospectos, aunque en ocasiones se incluyen redes de venillas y stockworks (mineralización en forma de venillas en una roca compacta). Sin embargo, también se han hallado mineralizaciones diseminadas, normalmente con bajos tenores de oro, alojadas en domos de lava, como en el área de La Manchuria y en algunos prospectos del noroeste del Macizo. De acuerdo a los fechados radiométricos existentes, las mineralizaciones de oro y plata son algunos años más jóvenes que las rocas que las envuelven, por haberse producido cuando los episodios volcánicos tocaban a su fin.
Además de los recursos minerales, en el Macizo del Deseado se encuentran importantes yacimientos paleontológicos, con depósitos de flora fosilizada y soterrada, como es el caso de la formación La Golondrina (280 millones de años).

## Yacimiento jurásico
En 2016 se dio a conocer el descubrimiento de un yacimiento jurásico que puede convertirse en uno de los más importantes del mundo.
Este descubrimiento está comprendido en un radio de 60 mil kilómetros cuadrados que abarca parte del norte y centro de la provincia, donde fueron descubiertos insectos, plantas, gusanos, hongos y hasta bacterias petrificadas insertas en rocas, en un sorprendente estado de conservación que data de más de 150 millones de años.
Se trata de una ventana única y extensa a los tiempos jurásicos, compuesta por 23 áreas.
Cada roca estudiada presenta un nuevo hallazgo; por ejemplo el ojo compuesto de una mosca de 150 millones de años y plantas preservadas tridimensionalmente.
Juan García Massini, investigador del Centro Regional de Investigaciones Científicas y Transferencia Tecnológica (CRILAR-CONICET) y autor principal del estudio que presenta algunos de los descubrimientos realizados, aseguró:
"no existe otro lugar en el mundo que contenga la cantidad y la diversidad de fósiles del jurásico como tenemos en este lugar".